# Municipio de Deerwood (condado de Kittson)
El municipio de Deerwood (en inglés: Deerwood Township) es un municipio ubicado en el condado de Kittson en el estado estadounidense de Minnesota. En el año 2010 tenía una población de 153 habitantes y una densidad poblacional de 1,66 personas por km².

## Geografía
El municipio de Deerwood se encuentra ubicado en las coordenadas 48°35′39″N 96°35′43″O / 48.59417, -96.59528. Según la Oficina del Censo de los Estados Unidos, el municipio tiene una superficie total de 92.15 km², de la cual 92,01 km² corresponden a tierra firme y (0,15 %) 0,14 km² es agua.

## Demografía
Según el censo de 2010, había 153 personas residiendo en el municipio de Deerwood. La densidad de población era de 1,66 hab./km². De los 153 habitantes, el municipio de Deerwood estaba compuesto por el 98,69 % blancos, el 1,31 % eran asiáticos. Del total de la población el 0,65 % eran hispanos o latinos de cualquier raza.